# Savilampi (sjö i Lappland)
Savilampi är en sjö i Finland. Den ligger i kommunen Salla i landskapet Lappland, i den nordöstra delen av landet, 700 km norr om huvudstaden Helsingfors. Savilampi ligger 170,2 meter över havet. Arean är 33,2 hektar och strandlinjen är 3,9 kilometer lång. Sjön  ingår i Koundaälvens huvudavrinningsområde. 